# میل خوئین
میل خوئین مربوط به سدهٔ ۵ تا ۷ ه.ق است و در شهرستان ایجرود، بخش حلب، روستای خوئین کیلومتر ۶۰ جادهٔ زنجان– بیجار، واقع شده‌است. این بنای برج مانند بر فراز ارتفاعات ضلع غربی روستا قرار گرفته‌است.
این اثر در تاریخ ۱۶ آبان ۱۳۷۹ با شمارهٔ ثبت ۲۸۷۴ به‌عنوان یکی از آثار ملی ایران به ثبت رسیده‌است.

## ویژگی، موقعیت
این بنای تاریخی با ارتفاعی بالغ بر۱۰ متر به صورتی مسلط با بهره‌گیری از ارتفاعات طبیعی موجود می‌توانسته منطقه پیرامون را تا شعاع ده‌ها کیلومتر از نظر حفاظت تحت پوشش قرار داده و همچنین به عنوان یک میل راهنما برای مسافران و کاروان‌های خسته و از بیم گم شدن راه در هراس و نگران، امیدبخش و خوش‌آیند باشد.
به‌طور کل این بنا از دو بخش بدنه و گنبد تشکیل یافته که قسمت تحتانی (بدنه)، مدوّر و با استفاده از مصالح لاشه سنگ و ملاط گچ و آهک و قسمت فوقانی (گنبد) با بهره‌گیری از آجر و ملاط بر پا شده‌است.
گورستان متروکه در پیرامون بنا، که وسعتی بالغ بر ۴ هکتار را به خود اختصاص داده است؛ نزدیکی و چگونگی ارتباط این بنا با آثار تاریخی روستا، موقعیت بنا از دیگر خصوصیات بارز این اثر تاریخی است.

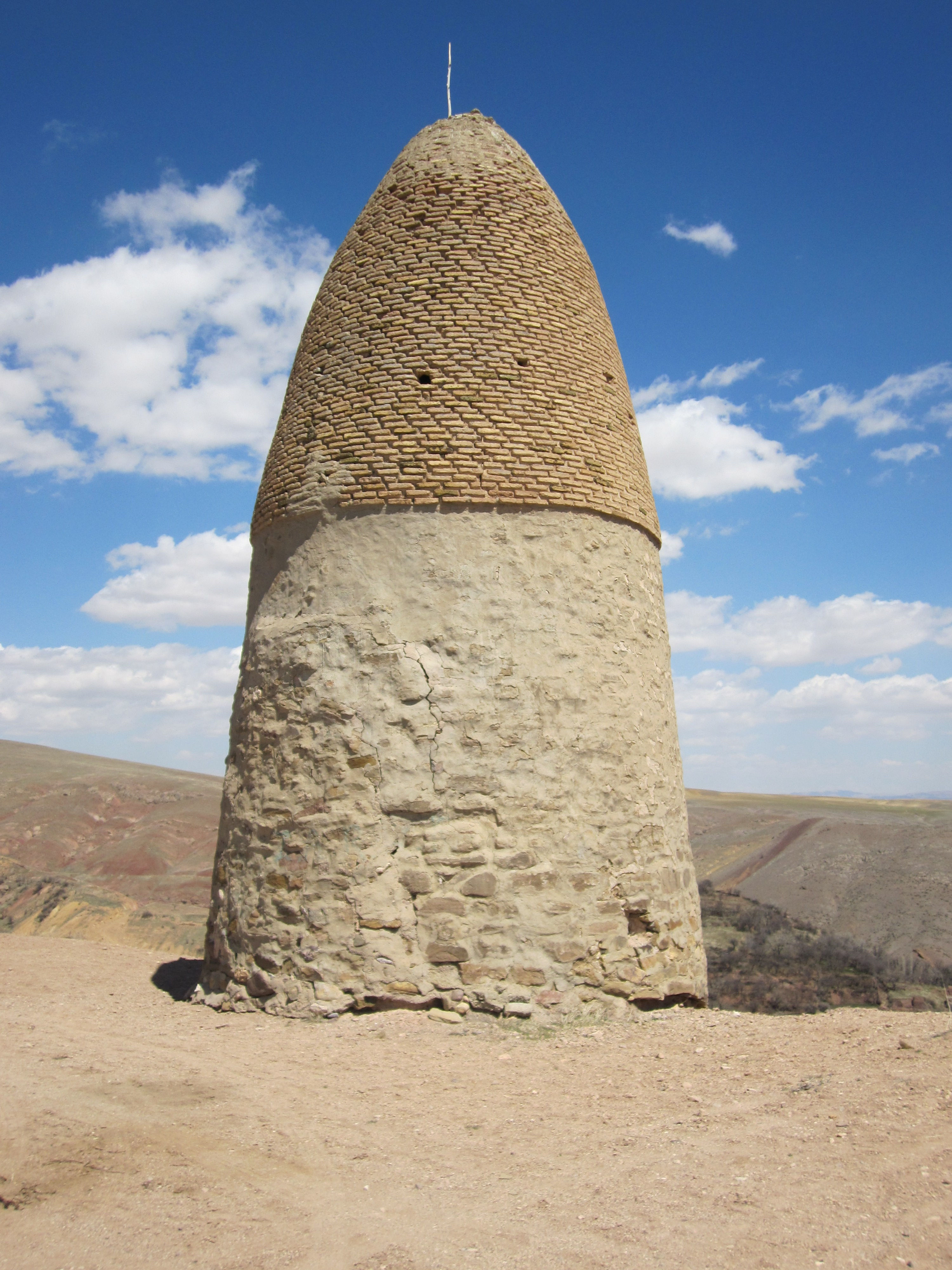
میل خوئین